# Quillacollo
Quillacollo est une ville du département de Cochabamba en Bolivie et le chef-lieu de la province de Quillacollo. Sa population s'élevait à 74 980 habitants en 2001.